# Ja’el Arad
Ja’el Arad (hebr. ‏יעל ארד‎, ur. 1 maja 1967 w Tel Awiwie) – izraelska judoczka. Srebrna medalistka olimpijska z Barcelony. Przewodnicząca Izraelskiego Komitetu Olimpijskiego.
Brała udział w dwóch igrzyskach (IO 92, IO 96). Medal wywalczyła w wadze do 61 kilogramów, w finale pokonała ją Francuzka Cathérine Fleury. Jej medal był pierwszym olimpijskim krążkiem zdobytym dla Izraela. W 1991 została brązową, a w 1993 srebrną medalistką mistrzostw świata. Ma w dorobku medale mistrzostw Europy: złoto w 1993, brąz w 1989 i 1991.
W 2021 została wybrana przewodniczącą Izraelskiego Komitetu Olimpijskiego jako pierwsza kobieta i pierwsza medalistka olimpijska na tym stanowisku.